# Touët-sur-Var
Touët-sur-Var (okzitanisch Lo Toit, italienisch Toetto di Boglio oder Toetto sul Varo) ist eine französische Gemeinde im Département Alpes-Maritimes in der Region Provence-Alpes-Côte d’Azur. Sie gehört zum Arrondissement Nizza und zum Kanton Vence. Die Bewohner nennen sich Touëtans oder Touëtois.

## Geographie
Touët-sur-Var liegt in den französischen Seealpen am Fluss Var und grenzt im Norden an Thiéry, im Osten an Villars-sur-Var, im Süden an Ascros, im Südwesten an La Penne, im Westen an Puget-Théniers und im Nordwesten an Rigaud.
Der Ort wird von der meterspurigen Bahnstrecke Nizza–Digne-les-Bains der Chemins de fer de Provence erschlossen.

## Geschichte
Bekannt ist, dass die Siedlung 1108 „Castelum Toeti“, 1259 „Thoeto“, 1536 „El Toet“ und 1760 „Touët“ hieß.

### Bevölkerungsentwicklung
| Jahr      | 1962 | 1968 | 1975 | 1982 | 1990 | 1999 | 2008 | 2018 |
| --------- | ---- | ---- | ---- | ---- | ---- | ---- | ---- | ---- |
| Einwohner | 251  | 301  | 307  | 320  | 342  | 445  | 620  | 667  |

## Sehenswürdigkeiten
- Kirche Saint-Martin
- Kapelle Saint-Antoine-l’Ermite
- Kapelle Saint-Jean
- Kapelle der Templer
- Kapelle Notre-Dame-du-Chians aus dem 17. Jahrhundert

Siehe auch: Liste der Monuments historiques in Touët-sur-Var

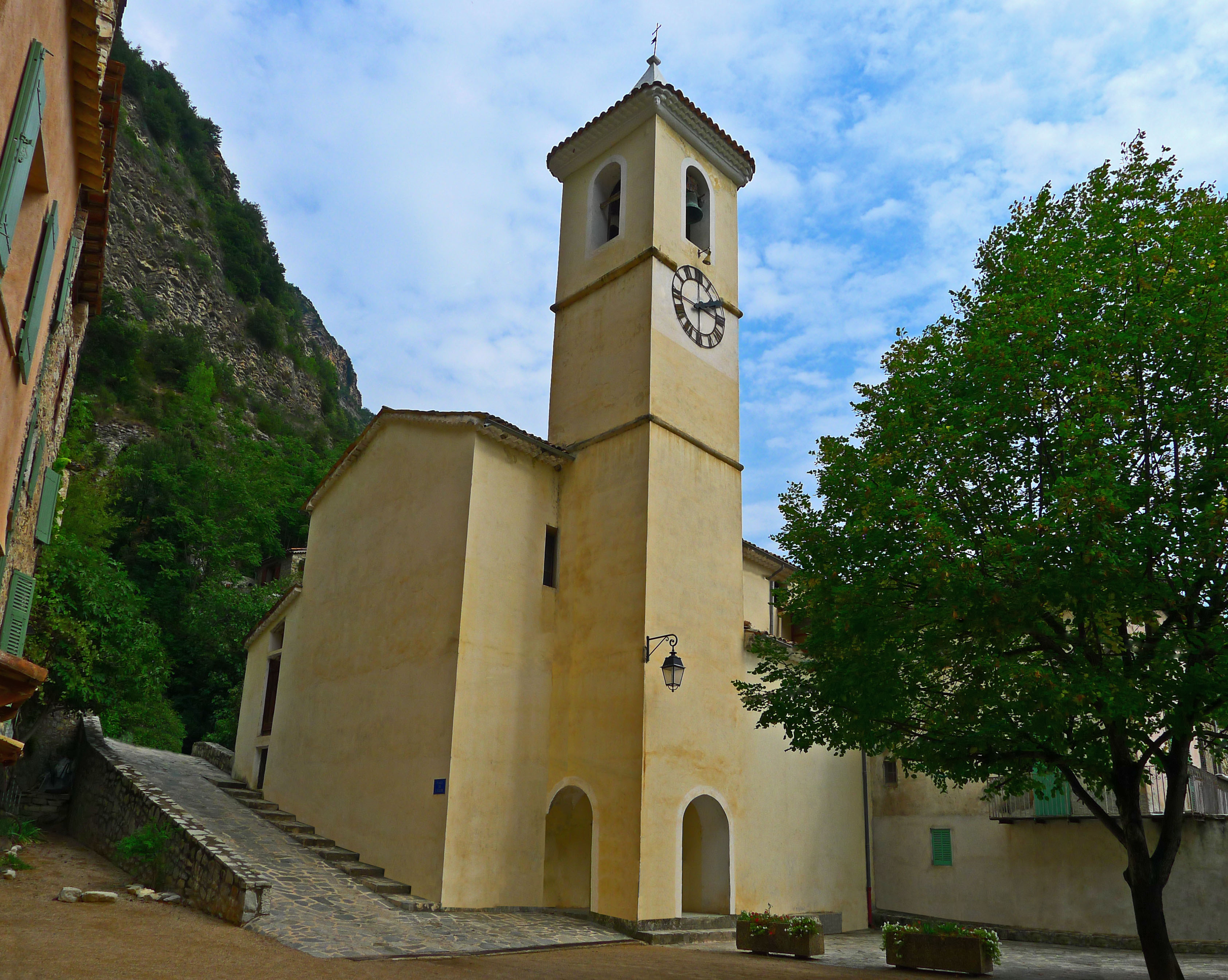
Kirche Saint-Martin
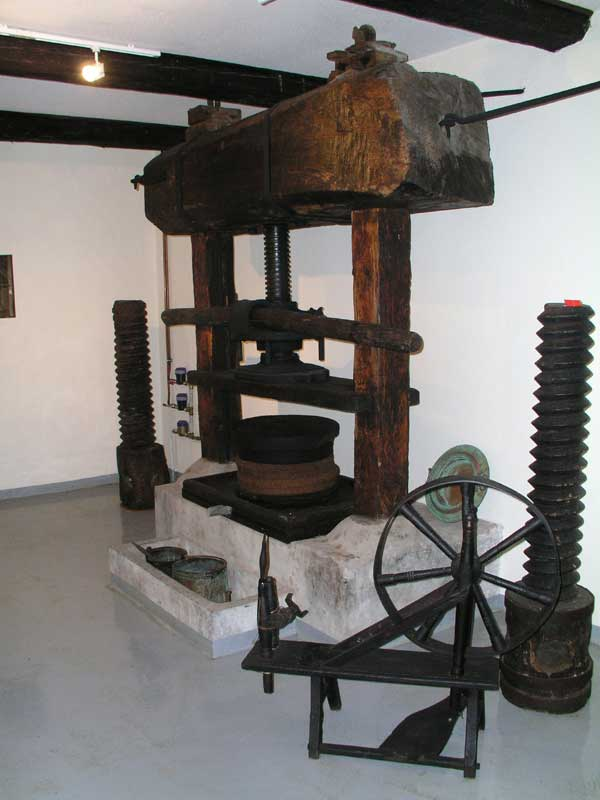
Ölmühle
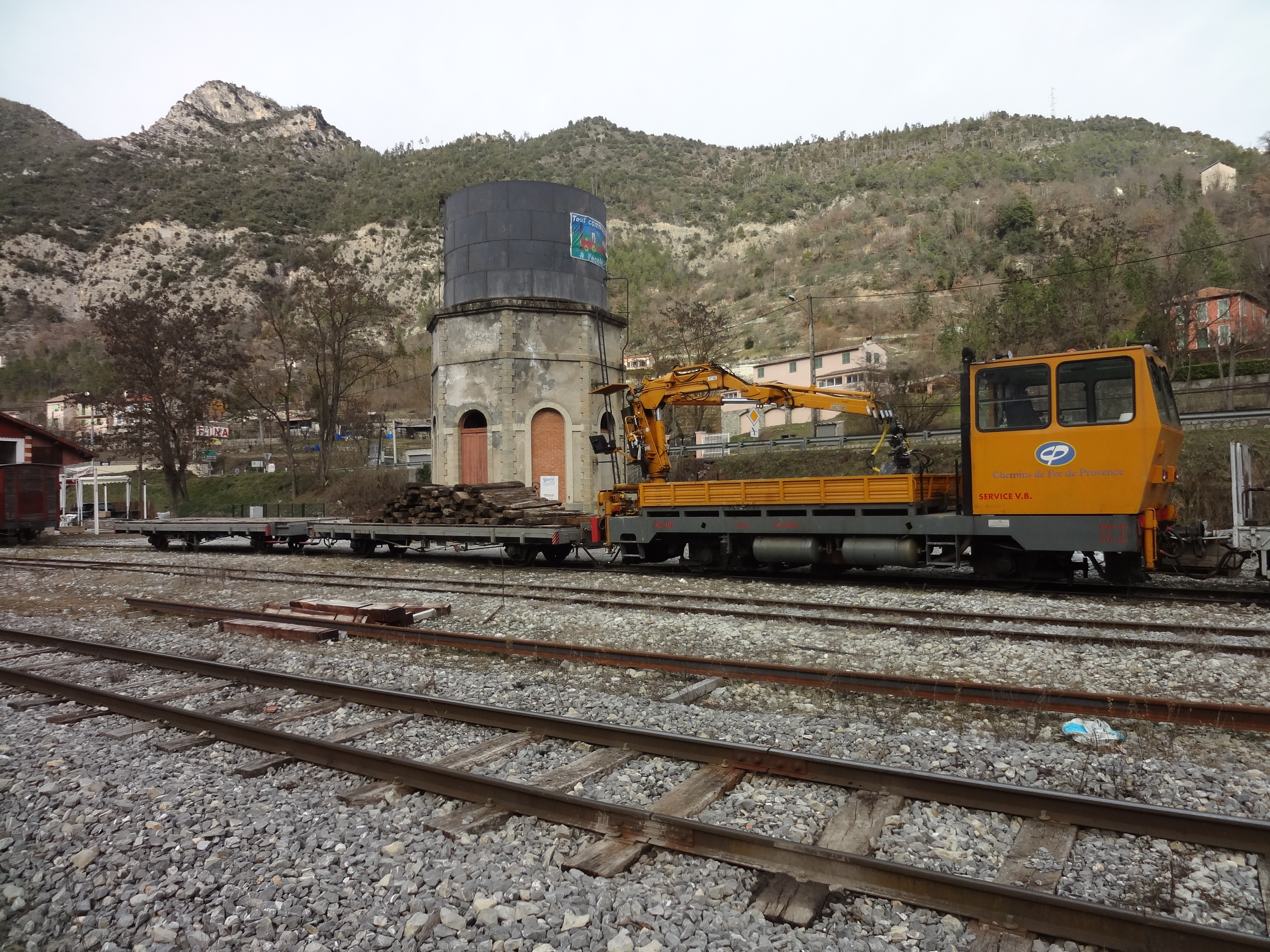
Bahnhof